# ذليابد (المخادر)

تعديل مصدري - تعديل

ذليابد هي إحدى قرى عزلة بني سرحة بمديرية المخادر التابعة لمحافظة إب، بلغ تعداد سكانها 315 نسمة حسب تعداد اليمن لعام 2004.